# Étoile Sportive du Sahel (Volleyball)
Das Volleyballteam von Étoile Sportive du Sahel (arabisch النجم الرياضي الساحلي, DMG an-Naǧm ar-Riyāḍī as-Sāḥilī) aus Sousse in Tunesien gehört zu den erfolgreichsten Mannschaften des Landes. Es hat sowohl auf nationaler als auch auf internationaler Ebene zahlreiche Titel gewonnen. Die Heimspiele finden in der Salle Olympique de Sousse statt, die rund 5.000 Zuschauern Platz bietet.

## Erfolge
| National | International |
| --- | --- |
| - Tunesische Volleyball-Liga (9) - Meister: 1995, 2000, 2001, 2002, 2006, 2011, 2012, 2014, 2017 - Vizemeister: 1997, 1998, 2004, 2009, 2013, 2015, 2016, 2019 - Bronze: 1996, 1999, 2003, 2005, 2008, 2018, 2020, 2021, 2022, 2023, 2025 - Tunesischer Volleyball-Pokal (7) - Sieger: 1995, 1998, 2001, 2006, 2008, 2015, 2016 - Finalist: 1997, 1999, 2000, 2002, 2004, 2005, 2007, 2014, 2017, 2018, 2019, 2022 - Bronze: 2013 - Tunesischer Supercup (4) - Sieger: 2006, 2009, 2010, 2017 | - Afrikanischer Pokal der Meister (2) - Sieger: 2001, 2002 - Finalist: 1995, 1996, 2012, 2013, 2017 - Bronze: 1998, 1999, 2015 - Afrikanischer Pokal der Pokalsieger (1) - Sieger: 2001 - Finalist: 2006 - Bronze: 1995 - Arabischer Pokal der Meister (2) - Sieger: 1995, 2016 - Finalist: 2000, 2007 |